# Psychosaura
Genre
Psychosaura est un genre de sauriens de la famille des Scincidae.

## Répartition
Les espèces de ce genre sont endémiques du Brésil.

## Caractéristiques
Les espèces de ce genre sont vivipares.

## Liste des espèces
Selon The Reptile Database (28 novembre 2012) :
- Psychosaura agmosticha (Rodrigues, 2000)
- Psychosaura macrorhyncha (Hoge, 1946)

## Étymologie
Le nom spécifique Psychosaura vient du grec psyche, l'esprit, et de saurus, le lézard, en référence à la tête proéminente, au corps fin ainsi qu'aux habitudes actives des espèces de ce genre.

## Publication originale
- Hedges & Conn, 2012 : A new skink fauna from Caribbean islands (Squamata, Mabuyidae, Mabuyinae). Zootaxa, no 3288, p. 1–244 (texte intégral).